# Transazione distribuita
Per transazione distribuita si intende una transazione di una base di dati in cui sono coinvolti due o più host di rete. Di solito, gli host forniscono risorse transazionali, mentre il transaction manager è responsabile della creazione e della gestione di una transazione globale che include tutte le operazioni di tali risorse. Le transazioni distribuite, come ogni altra transazione, devono far prevalere tutte le quattro proprietà ACID, dove l'atomicità garantisce un risultato completo o nullo.
Open Group, un consorzio di vendita, propose il X/Open Distributed Transaction Processing (DTP) Model, che diventò uno standard de facto per il comportamento dei componenti model delle transazioni.
I database sono comunemente delle risorse transazionali e, spesso, le transazioni utilizzano una coppia di tali basi di dati. In questo caso, una transazione distribuita può essere vista come una transazione che deve essere sincronizzata (o prevedere le proprietà ACID) fra i database partecipanti, che sono distribuiti in luoghi fisici diversi. La proprietà di isolamento nelle proprietà ACID pone una speciale sfida per le transazioni multiple, poiché la proprietà di serializzabilità può essere violata anche se ogni database la prevede. In pratica, la maggior parte dei DBMS commerciali usa uno strong strict two-phase locking (SS2PL) per il controllo della concorrenza che, se tutti i database partecipanti lo utilizzano, garantisce una serializzabilità globale.